# Kim Do-keun
Kim Do-Keun est un footballeur sud-coréen né le 2 mars 1972. Il était milieu de terrain.